# Musique Vol. 1 1993–2005
Musique Vol. I 1993–2005 – pierwszy album kompilacyjny francuskiego duetu Daft Punk, wydany w Japonii 29 marca 2006, w Wielkiej Brytanii 3 kwietnia 2006, oraz w Stanach Zjednoczonych 4 kwietnia 2006. Specjalne wydanie zawiera bonusową płytę DVD z 12 teledyskami, z których dwa są nowe: "The Prime Time of Your Life" i "Robot Rock (Maximum Overdrive)". Aby zaoszczędzić miejsce na audio CD kilka utworów pojawiło się w skróconych edycjach radiowych. Piosenka "Digital Love" pojawia się tylko w cyfrowej wersji wydania japońskiego. Wydanie DVD zostało ocenione 15 BBFC.

## Lista utworów
1. "Musique" – 6:50
2. "Da Funk" – 5:28
3. "Around the World" (Radio Edit) – 3:59
4. "Revolution 909" – 5:28
5. "Alive" – 5:16
6. "Rollin' & Scratchin'" – 7:28
7. "One More Time" (Short Radio Edit) (feat. Romanthony) – 3:56
8. "Harder, Better, Faster, Stronger" – 3:45
9. "Something About Us" – 3:51
10. "Robot Rock" – 4:47
11. "Technologic" (Radio Edit) – 2:46
12. "Human After All" – 5:19
13. Scott Grooves – "Mothership Reconnection" (Daft Punk Remix Edit) (feat. Parliament & Funkadelic) – 4:00
14. Ian Pooley – "Chord Memory" (Daft Punk Remix) – 6:55
15. Gabrielle – "Forget About the World" (Daft Punk Remix) – 5:45

- Utwór 15 zastępuje "Digital Love" w wydaniu japońskim w sklepie iTunes.

DVD
1. "Da Funk"
2. "Around the World"
3. "Burnin'"
4. "Revolution 909"
5. "One More Time"
6. "Harder, Better, Faster, Stronger"
7. "Something About Us"
8. "Robot Rock"
9. "Technologic"
10. "Rollin' & Scratchin'" (na żywo w L.A.)
11. "The Prime Time of Your Life"
12. "Robot Rock" (Maximum Overdrive)